# First Division 1897-1898
La First Division 1897-1898 è stata la 10ª edizione della massima serie del campionato inglese di calcio e concluso con la vittoria dello Sheffield Utd, al suo primo titolo.
Capocannoniere del torneo è stato George Wheldon (Aston Villa) con 21 reti.

## Stagione
In questa stagione nessuna squadra fu retrocessa in Second Division perché, dopo che i test-match con le promuovende dalla Second Division furono fatti disputare con esiti polemici (bastò infatti uno zero a zero premiando entrambe le contendenti) e per la loro formula cervellotica, la Lega decise di annullarli per sempre e portare, dall'anno successivo, il campionato a 18 squadre.

## Squadre partecipanti
| Club              | Stagione | Città          | Stadio           | Stagione precedente                                      |
| ----------------- | -------- | -------------- | ---------------- | -------------------------------------------------------- |
| Aston Villa       | dettagli | Birmingham     | Villa Park       | 1º posto in First Division                               |
| Blackburn         | dettagli | Blackburn      | Ewood Park       | 14º posto in First Division                              |
| Bolton            | dettagli | Bolton         | Burnden Park     | 8º posto in First Division                               |
| Bury              | dettagli | Bury           | Gigg Lane        | 9º posto in First Division                               |
| Derby County      | dettagli | Derby          | Baseball Ground  | 3º posto in First Division                               |
| Everton           | dettagli | Liverpool      | Goodison Park    | 7º posto in First Division                               |
| Liverpool         | dettagli | Liverpool      | Anfield          | 5º posto in First Division                               |
| Nottingham Forest | dettagli | Nottingham     | Town Ground      | 11º posto in First Division                              |
| Notts County      | dettagli | Nottingham     | Trent Bridge     | 1º posto in Second Division, promosso dopo i test-match. |
| Preston N.E.      | dettagli | Preston        | Deepdale         | 4º posto in First Division                               |
| Sheffield Utd     | dettagli | Sheffield      | Bramall Lane     | 2º posto in First Division                               |
| Sheffield Weds    | dettagli | Sheffield      | Olive Grove      | 6º posto in First Division                               |
| Stoke City        | dettagli | Stoke-on-Trent | Victoria Ground  | 13º posto in First Division                              |
| Sunderland        | dettagli | Sunderland     | Newcastle Road   | 15º posto in First Division                              |
| West Bromwich     | dettagli | West Bromwich  | Stoney Lane      | 12º posto in First Division                              |
| Wolverhampton     | dettagli | Wolverhampton  | Molineux Stadium | 10º posto in First Division                              |

## Classifica finale
|       | Pos. | Squadra           | Pt | G  | V  | N  | P  | GF | GS | Med   |
| ----- | ---- | ----------------- | -- | -- | -- | -- | -- | -- | -- | ----- |
|       | 1.   | Sheffield Utd     | 42 | 30 | 17 | 8  | 5  | 56 | 31 | 1,806 |
|       | 2.   | Sunderland        | 37 | 30 | 16 | 5  | 9  | 43 | 30 | 1,433 |
|       | 3.   | Wolverhampton     | 35 | 30 | 14 | 7  | 9  | 57 | 41 | 1,390 |
|       | 4.   | Everton           | 35 | 30 | 13 | 9  | 8  | 48 | 39 | 1,231 |
|       | 5.   | Sheffield Weds    | 33 | 30 | 15 | 3  | 12 | 51 | 42 | 1,214 |
|       | 6.   | Aston Villa       | 33 | 30 | 14 | 5  | 11 | 61 | 51 | 1,196 |
|       | 7.   | West Bromwich     | 32 | 30 | 11 | 10 | 9  | 44 | 45 | 0,978 |
| [ 2 ] | 8.   | Nottingham Forest | 31 | 30 | 11 | 9  | 10 | 47 | 49 | 0,959 |
|       | 9.   | Liverpool         | 28 | 30 | 11 | 6  | 13 | 48 | 45 | 1,067 |
|       | 10.  | Derby County      | 28 | 30 | 11 | 6  | 13 | 57 | 61 | 0,934 |
|       | 11.  | Bolton            | 26 | 30 | 11 | 4  | 15 | 28 | 41 | 0,683 |
|       | 12.  | Preston N.E.      | 24 | 30 | 8  | 8  | 14 | 35 | 43 | 0,814 |
|       | 13.  | Notts County      | 24 | 30 | 8  | 8  | 14 | 36 | 46 | 0,783 |
|       | 14.  | Bury              | 24 | 30 | 8  | 8  | 14 | 39 | 51 | 0,765 |
|       | 15.  | Blackburn         | 24 | 30 | 7  | 10 | 13 | 39 | 54 | 0,722 |
|       | 16.  | Stoke City        | 24 | 30 | 8  | 8  | 14 | 35 | 55 | 0,636 |

Legenda:
      Campione d'Inghilterra.
 Ai Test-match.
Regolamento:
Due punti a vittoria, uno a pareggio, zero a sconfitta.

## Risultati

### Tabellone
|                   | Ast  | Bla  | Bol  | Bur  | Der  | Eve  | Liv  | NmF  | NtC  | Pre  | ShU  | ShW  | Sto  | Sun  | WBA  | Wol  |
| ----------------- | ---- | ---- | ---- | ---- | ---- | ---- | ---- | ---- | ---- | ---- | ---- | ---- | ---- | ---- | ---- | ---- |
| Aston Villa       | –––– | 5-1  | 3-2  | 3-1  | 4-1  | 3-0  | 3-1  | 2-0  | 4-2  | 4-0  | 1-2  | 5-2  | 1-1  | 4-3  | 4-3  | 1-2  |
| Blackburn         | 4-3  | –––– | 1-3  | 1-1  | 1-1  | 1-1  | 2-1  | 1-1  | 0-1  | 1-0  | 1-1  | 1-1  | 1-1  | 2-1  | 1-3  | 2-3  |
| Bolton            | 2-0  | 1-2  | –––– | 0-0  | 3-3  | 1-0  | 0-2  | 2-0  | 1-0  | 1-0  | 0-1  | 0-3  | 2-1  | 1-0  | 2-0  | 2-1  |
| Bury              | 1-2  | 1-0  | 2-1  | –––– | 4-0  | 0-1  | 0-2  | 2-2  | 0-0  | 1-0  | 2-5  | 3-0  | 3-3  | 1-0  | 3-2  | 2-1  |
| Derby County      | 3-1  | 3-1  | 1-0  | 2-2  | –––– | 5-1  | 3-1  | 5-0  | 1-2  | 3-1  | 1-1  | 1-2  | 4-1  | 2-2  | 3-2  | 3-2  |
| Everton           | 2-1  | 1-1  | 2-1  | 4-2  | 3-0  | –––– | 3-0  | 2-0  | 1-0  | 1-1  | 1-4  | 1-0  | 1-1  | 2-0  | 6-1  | 3-0  |
| Liverpool         | 4-0  | 0-1  | 1-1  | 2-2  | 4-2  | 3-1  | –––– | 1-2  | 2-0  | 0-0  | 0-4  | 4-0  | 4-0  | 0-2  | 1-1  | 1-0  |
| Nottingham Forest | 3-1  | 3-1  | 2-0  | 3-1  | 3-4  | 2-2  | 2-3  | –––– | 1-1  | 4-1  | 1-1  | 1-0  | 3-1  | 1-1  | 0-1  | 1-1  |
| Notts County      | 2-3  | 0-0  | 1-2  | 2-1  | 1-1  | 3-2  | 3-2  | 1-3  | –––– | 1-1  | 1-3  | 0-0  | 4-0  | 0-1  | 2-2  | 2-2  |
| Preston N.E.      | 3-1  | 1-4  | 0-0  | 2-1  | 5-0  | 1-1  | 1-1  | 3-0  | 3-1  | –––– | 1-3  | 2-0  | 0-0  | 2-0  | 1-1  | 1-2  |
| Sheffield Utd     | 1-0  | 5-2  | 4-0  | 1-1  | 2-1  | 0-0  | 1-2  | 1-1  | 0-1  | 2-1  | –––– | 1-1  | 4-3  | 1-0  | 2-0  | 2-1  |
| Sheffield Weds    | 3-0  | 4-1  | 3-0  | 3-0  | 3-1  | 2-1  | 4-2  | 3-6  | 3-1  | 2-1  | 0-1  | –––– | 4-0  | 0-1  | 3-0  | 2-0  |
| Stoke City        | 0-0  | 2-1  | 2-0  | 3-1  | 2-1  | 2-0  | 2-2  | 1-2  | 2-0  | 1-2  | 2-1  | 2-1  | –––– | 0-1  | 0-0  | 0-2  |
| Sunderland        | 0-0  | 2-1  | 2-0  | 2-1  | 2-1  | 0-0  | 1-0  | 4-0  | 2-0  | 1-0  | 3-1  | 1-0  | 4-0  | –––– | 0-2  | 3-2  |
| West Bromwich     | 1-1  | 1-1  | 2-0  | 1-0  | 3-1  | 2-2  | 2-1  | 2-0  | 0-3  | 3-1  | 2-0  | 0-2  | 2-0  | 2-2  | –––– | 2-2  |
| Wolverhampton     | 1-1  | 3-2  | 2-0  | 3-0  | 2-0  | 2-3  | 2-1  | 0-0  | 3-1  | 3-0  | 1-1  | 5-0  | 4-2  | 4-2  | 1-1  | –––– |

### Calendario
| Aston Villa | 5 - 2 | Sheffield Weds |

| Sheffield Utd | 2 - 1 | Derby County |

| Wolverhampton | 3 - 0 | Preston N.E. |

| Stoke City | 2 - 0 | Notts County |

| Aston Villa | 4 - 3 | West Bromwich |

| Derby County | 3 - 1 | Blackburn |

| Everton | 2 - 1 | Bolton |

| Nottingham Forest | 1 - 1 | Notts County |

| Preston N.E. | 1 - 3 | Sheffield Utd |

| Sheffield Weds | 0 - 1 | Sunderland |

| Stoke City | 2 - 2 | Liverpool |

| Wolverhampton | 3 - 0 | Bury |

| Blackburn | 1 - 3 | Bolton |

| Bury | 3 - 0 | Sheffield Weds |

| Derby County | 5 - 1 | Everton |

| Liverpool | 0 - 0 | Preston N.E. |

| Notts County | 2 - 3 | Aston Villa |

| Sheffield Utd | 4 - 3 | Stoke City |

| Sunderland | 3 - 2 | Wolverhampton |

| West Bromwich | 2 - 0 | Nottingham Forest |

| Aston Villa | 3 - 1 | Bury |

| Bolton | 1 - 0 | Notts County |

| Derby County | 3 - 2 | West Bromwich |

| Everton | 3 - 0 | Wolverhampton |

| Nottingham Forest | 1 - 1 | Sheffield Utd |

| Preston N.E. | 2 - 0 | Sunderland |

| Sheffield Weds | 4 - 2 | Liverpool |

| Stoke City | 2 - 1 | Blackburn |

| Blackburn | 4 - 3 | Aston Villa |

| Bolton | 1 - 0 | Preston N.E. |

| Liverpool | 3 - 1 | Everton |

| Notts County | 1 - 1 | Derby County |

| Sheffield Utd | 1 - 1 | Bury |

| Sunderland | 1 - 0 | Sheffield Weds |

| West Bromwich | 2 - 0 | Stoke City |

| Wolverhampton | 0 - 0 | Nottingham Forest |

| Sheffield Weds | 3 - 0 | Aston Villa |

| Aston Villa | 3 - 2 | Bolton |

| Bury | 3 - 2 | West Bromwich |

| Everton | 1 - 1 | Blackburn |

| Nottingham Forest | 1 - 1 | Sunderland |

| Preston N.E. | 1 - 1 | Liverpool |

| Sheffield Weds | 3 - 1 | Notts County |

| Stoke City | 2 - 1 | Derby County |

| Wolverhampton | 1 - 1 | Sheffield Utd |

| Sheffield Utd | 5 - 2 | Blackburn |

| Notts County | 1 - 1 | Preston N.E. |

| Blackburn | 1 - 0 | Preston N.E. |

| Bolton | 0 - 3 | Sheffield Weds |

| Bury | 2 - 5 | Sheffield Utd |

| Liverpool | 4 - 0 | Stoke City |

| Notts County | 1 - 3 | Nottingham Forest |

| Sunderland | 2 - 1 | Derby County |

| West Bromwich | 1 - 1 | Aston Villa |

| Wolverhampton | 2 - 3 | Everton |

| Aston Villa | 4 - 2 | Notts County |

| Derby County | 2 - 2 | Bury |

| Everton | 3 - 0 | Liverpool |

| Nottingham Forest | 3 - 1 | Blackburn |

| Preston N.E. | 0 - 0 | Bolton |

| Sheffield Weds | 0 - 1 | Sheffield Utd |

| Stoke City | 0 - 2 | Wolverhampton |

| Sunderland | 0 - 2 | West Bromwich |

| Blackburn | 1 - 1 | Sheffield Weds |

| Bolton | 2 - 0 | Nottingham Forest |

| Bury | 0 - 1 | Everton |

| Liverpool | 4 - 2 | Derby County |

| Notts County | 4 - 0 | Stoke City |

| Sheffield Utd | 2 - 1 | Preston N.E. |

| Sunderland | 0 - 0 | Aston Villa |

| West Bromwich | 2 - 2 | Wolverhampton |

| Aston Villa | 3 - 1 | Liverpool |

| Bolton | 1 - 0 | Sunderland |

| Everton | 1 - 4 | Sheffield Utd |

| Nottingham Forest | 3 - 4 | Derby County |

| Preston N.E. | 1 - 4 | Blackburn |

| Stoke City | 0 - 0 | West Bromwich |

| Wolverhampton | 3 - 1 | Notts County |

| West Bromwich | 2 - 0 | Bolton |

| Bury | 2 - 1 | Wolverhampton |

| Derby County | 4 - 1 | Stoke City |

| Liverpool | 1 - 2 | Nottingham Forest |

| Notts County | 1 - 2 | Bolton |

| Preston N.E. | 3 - 1 | Aston Villa |

| West Bromwich | 2 - 2 | Everton |

| Stoke City | 1 - 2 | Preston N.E. |

| Aston Villa | 3 - 0 | Everton |

| Bolton | 2 - 1 | Stoke City |

| Derby County | 1 - 1 | Sheffield Utd |

| Nottingham Forest | 4 - 1 | Preston N.E. |

| Sheffield Weds | 4 - 1 | Blackburn |

| West Bromwich | 2 - 1 | Liverpool |

| Wolverhampton | 4 - 2 | Sunderland |

| Blackburn | 1 - 1 | Sheffield Utd |

| Bolton | 2 - 0 | Aston Villa |

| Liverpool | 1 - 0 | Wolverhampton |

| Preston N.E. | 1 - 1 | Everton |

| Sheffield Weds | 3 - 0 | Bury |

| Stoke City | 1 - 2 | Nottingham Forest |

| West Bromwich | 3 - 1 | Derby County |

| Aston Villa | 4 - 3 | Sunderland |

| Blackburn | 1 - 1 | Derby County |

| Bury | 0 - 0 | Notts County |

| Everton | 6 - 1 | West Bromwich |

| Nottingham Forest | 2 - 3 | Liverpool |

| Preston N.E. | 1 - 2 | Wolverhampton |

| Sheffield Weds | 3 - 0 | Bolton |

| Notts County | 0 - 0 | Sheffield Weds |

| Sheffield Utd | 1 - 1 | Nottingham Forest |

| Sunderland | 4 - 0 | Stoke City |

| Wolverhampton | 0 - 0 | Derby County |

| Aston Villa | 5 - 1 | Blackburn |

| Bury | 2 - 1 | Bolton |

| Derby County | 2 - 2 | Sunderland |

| Everton | 1 - 0 | Notts County |

| Nottingham Forest | 0 - 1 | West Bromwich |

| Sheffield Weds | 2 - 1 | Preston N.E. |

| Stoke City | 2 - 1 | Sheffield Utd |

| Wolverhampton | 2 - 1 | Liverpool |

| Liverpool | 0 - 1 | Blackburn |

| Notts County | 2 - 2 | Wolverhampton |

| Preston N.E. | 2 - 0 | Sheffield Weds |

| Stoke City | 0 - 0 | Aston Villa |

| Sunderland | 0 - 0 | Everton |

| West Bromwich | 1 - 0 | Bury |

| Blackburn | 2 - 1 | Sunderland |

| Bolton | 0 - 2 | Liverpool |

| Derby County | 1 - 2 | Notts County |

| Everton | 2 - 1 | Aston Villa |

| Preston N.E. | 3 - 0 | Nottingham Forest |

| Sheffield Weds | 4 - 0 | Stoke City |

| Derby County | 1 - 0 | Bolton |

| Liverpool | 0 - 2 | Sunderland |

| Sheffield Utd | 1 - 1 | Sheffield Weds |

| Stoke City | 3 - 1 | Bury |

| West Bromwich | 1 - 1 | Blackburn |

| Wolverhampton | 1 - 1 | Aston Villa |

| Wolverhampton | 1 - 1 | West Bromwich |

| Sheffield Utd | 1 - 2 | Liverpool |

| Blackburn | 1 - 1 | Everton |

| Bolton | 3 - 3 | Derby County |

| Bury | 3 - 3 | Stoke City |

| Liverpool | 1 - 1 | West Bromwich |

| Notts County | 1 - 3 | Sheffield Utd |

| Sheffield Weds | 3 - 6 | Nottingham Forest |

| Sunderland | 1 - 0 | Preston N.E. |

| Bolton | 0 - 0 | Bury |

| Sunderland | 2 - 0 | Notts County |

| Blackburn | 2 - 1 | Liverpool |

| Derby County | 3 - 2 | Wolverhampton |

| Preston N.E. | 2 - 1 | Bury |

| Everton | 1 - 0 | Sheffield Weds |

| Nottingham Forest | 2 - 0 | Bolton |

| Sheffield Utd | 1 - 0 | Aston Villa |

| Stoke City | 0 - 1 | Sunderland |

| Aston Villa | 1 - 2 | Sheffield Utd |

| Blackburn | 1 - 1 | Nottingham Forest |

| Notts County | 3 - 2 | Everton |

| Sheffield Weds | 3 - 1 | Derby County |

| Stoke City | 2 - 0 | Bolton |

| Sunderland | 2 - 1 | Bury |

| West Bromwich | 3 - 1 | Preston N.E. |

| Everton | 1 - 1 | Stoke City |

| Derby County | 3 - 1 | Aston Villa |

| Nottingham Forest | 1 - 0 | Sheffield Weds |

| Sheffield Utd | 2 - 1 | Wolverhampton |

| Sunderland | 1 - 0 | Liverpool |

| Aston Villa | 4 - 0 | Preston N.E. |

| Blackburn | 1 - 3 | West Bromwich |

| Liverpool | 0 - 4 | Sheffield Utd |

| Notts County | 0 - 1 | Sunderland |

| Sheffield Weds | 2 - 1 | Everton |

| Wolverhampton | 4 - 2 | Stoke City |

| Sheffield Utd | 0 - 0 | Bolton |

| Bury | 1 - 0 | Preston N.E. |

| Derby County | 1 - 2 | Sheffield Weds |

| Nottingham Forest | 3 - 1 | Stoke City |

| Sheffield Utd | 0 - 1 | Notts County |

| West Bromwich | 1 - 2 | Sunderland |

| Sheffield Utd | 0 - 1 | Everton |

| Sunderland | 2 - 0 | Bolton |

| Blackburn | 2 - 3 | Wolverhampton |

| Notts County | 2 - 1 | Bury |

| Aston Villa | 0 - 1 | Derby County |

| Everton | 0 - 2 | Bury |

| Notts County | 0 - 0 | Blackburn |

| Preston N.E. | 0 - 0 | Stoke City |

| Sheffield Weds | 2 - 0 | Wolverhampton |

| Sheffield Utd | 3 - 1 | Sunderland |

| Derby County | 3 - 1 | Preston N.E. |

| Liverpool | 2 - 0 | Notts County |

| Nottingham Forest | 2 - 2 | Everton |

| Sunderland | 2 - 2 | Blackburn |

| West Bromwich | 0 - 2 | Sheffield Weds |

| Blackburn | 1 - 1 | Bury |

| Liverpool | 2 - 2 | Bolton |

| Notts County | 2 - 2 | West Bromwich |

| Everton | 1 - 1 | Preston N.E. |

| Bolton | 1 - 0 | Everton |

| Bury | 0 - 2 | Liverpool |

| Nottingham Forest | 3 - 1 | Aston Villa |

| Stoke City | 2 - 1 | Sheffield Weds |

| West Bromwich | 2 - 0 | Sheffield Utd |

| Bury | 4 - 0 | Derby County |

| Liverpool | 2 - 2 | Bury |

| Preston N.E. | 1 - 1 | West Bromwich |

| Aston Villa | 1 - 1 | Stoke City |

| Bolton | 2 - 0 | West Bromwich |

| Everton | 2 - 0 | Nottingham Forest |

| Notts County | 3 - 2 | Liverpool |

| Sheffield Utd | 1 - 0 | Sunderland |

| Wolverhampton | 1 - 2 | Blackburn |

| Bury | 2 - 2 | Nottingham Forest |

| West Bromwich | 0 - 3 | Notts County |

| Blackburn | 1 - 1 | Stoke City |

| Bolton | 0 - 1 | Sheffield Utd |

| Bury | 1 - 2 | Sunderland |

| Everton | 3 - 0 | Derby County |

| Nottingham Forest | 1 - 1 | Wolverhampton |

| Preston N.E. | 3 - 1 | Notts County |

| Blackburn | 0 - 1 | Notts County |

| Nottingham Forest | 3 - 1 | Bury |

| Preston N.E. | 5 - 0 | Derby County |

| Sheffield Weds | 3 - 0 | West Bromwich |

| Stoke City | 2 - 0 | Everton |

| Wolverhampton | 2 - 0 | Bolton |

| Aston Villa | 1 - 2 | Wolverhampton |

| Derby County | 5 - 0 | Nottingham Forest |

| Everton | 2 - 0 | Sunderland |

| Liverpool | 4 - 0 | Liverpool |

| Sheffield Utd | 2 - 0 | West Bromwich |

| Derby County | 3 - 1 | Liverpool |

| Bolton | 1 - 2 | Blackburn |

| Bury | 1 - 0 | Blackburn |

| Liverpool | 4 - 0 | Aston Villa |

| Wolverhampton | 5 - 0 | Sheffield Weds |

| Sunderland | 4 - 0 | Nottingham Forest |

| Aston Villa | 2 - 0 | Nottingham Forest |

## Test-match
|               | Risultati |               | Luogo e data                        |
| ------------- | --------- | ------------- | ----------------------------------- |
| Newcastle Utd | 2-1       | Stoke City    | Newcastle upon Tyne, 20 aprile 1898 |
| Blackburn     | 1-3       | Burnley       | Blackburn, 21 aprile 1898           |
|               |           |               |                                     |
| Burnley       | 2-0       | Blackburn     | Burnley, 23 aprile 1898             |
| Stoke City    | 1-0       | Newcastle Utd | Stoke on Trent, 23 aprile 1898      |
|               |           |               |                                     |
| Burnley       | 0-2       | Stoke City    | Burnley, 26 aprile 1898             |
| Blackburn     | 4-3       | Newcastle Utd | Blackburn, 28 aprile 1898           |
|               |           |               |                                     |
| Newcastle Utd | 4-0       | Blackburn     | Newcastle upon Tyne, 30 aprile 1898 |
| Stoke City    | 0-0       | Burnley       | Stoke on Trent, 30 aprile 1898      |
|               |           |               |                                     |

## Statistiche

### Squadra

#### Primati stagionali
- Maggior numero di vittorie: Sheffield United (17)
- Minor numero di sconfitte: Sheffield United (5)
- Migliore attacco: Derby County eWolverhampton (57 reti segnate)
- Miglior difesa: Sunderland (30 reti subite)
- Miglior media goal: Sheffield United (1,806)
- Maggior numero di pareggi: West Bromwich (10)
- Minor numero di pareggi: Bolton (4)
- Maggior numero di sconfitte: Bolton (15)
- Minor numero di vittorie: West Bromwich,Blackburn (7)
- Peggior attacco: Bolton (28 reti segnate)
- Peggior difesa: Stoke City (55 reti subite)
- Peggior media goal: Bolton (0,683)